# La Francia
La Francia es una localidad del departamento San Justo, provincia de Córdoba, Argentina.
Limita con las localidades de: El Tío, Villa Concepción, Colonia San Bartolomé, Cañada Jeanmaire.

## Historia

### Toponimia
Hay al menos dos versiones sobre el origen del nombre del pueblo. Según la primera hipótesis, fueron los ingenieros franceses que trabajaron en el ferrocarril quiénes sugirieron el nombre en honor a su país y en simultáneo con la inauguración de la Torre Eiffel. Otra versión indica que había un comercio llamado La Francia, en el que funcionaba una estafeta postal.

### Pueblo ferroviario

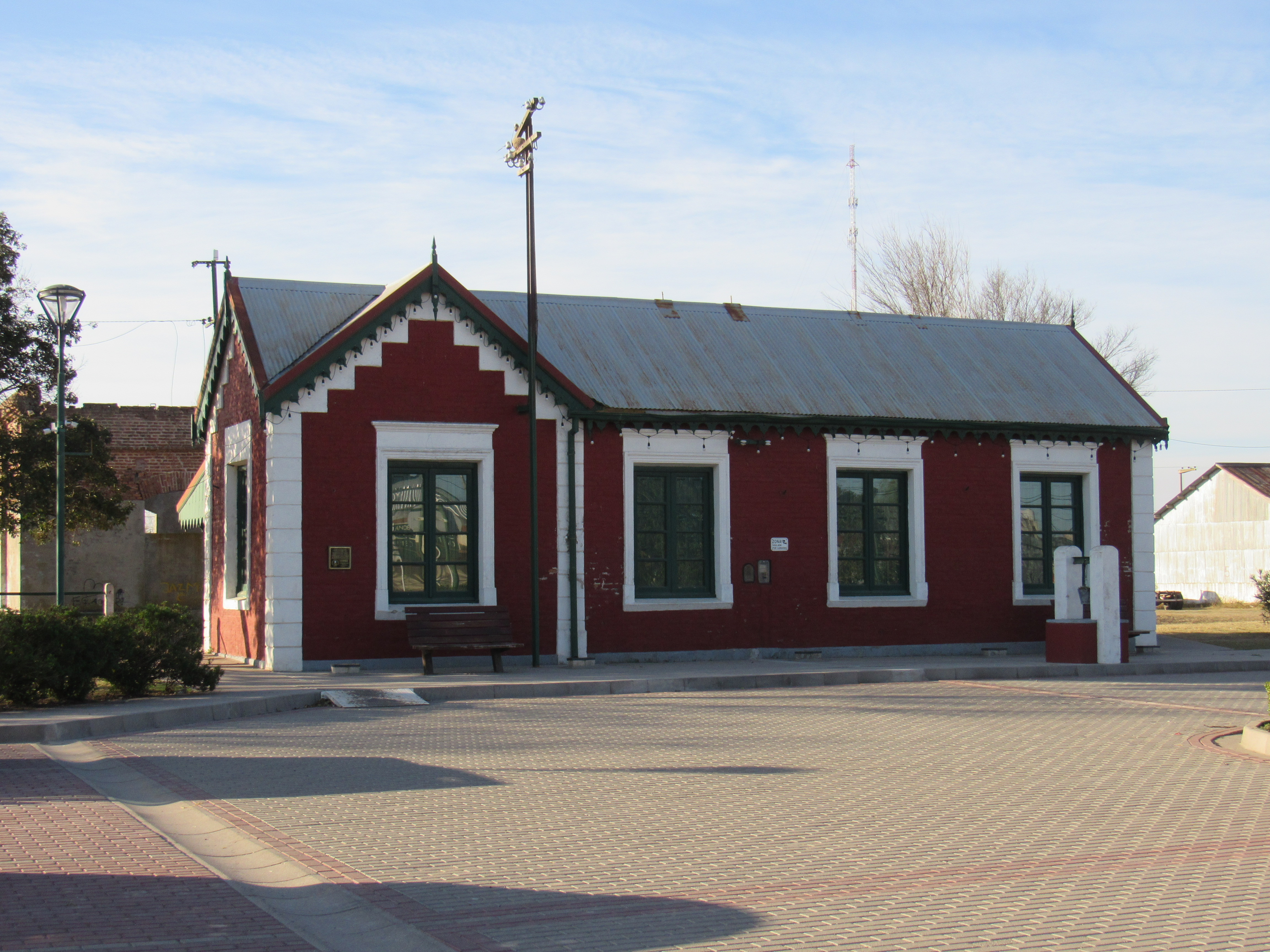
Estación La Francia

El origen del pueblo está estrechamente ligado a la construcción del Ferrocarril Central Córdoba (que desde 1940 se llamó Ferrocarril Manuel Belgrano). La Francia surge como estación ferroviaria de la línea que desde 1888 unía San Francisco con la capital provincial.

## Medios de comunicación
En los primeros tiempos de La Francia el único medio de comunicación que tenía era la radio.

## Actividad económica
La localidad se encuentra en una muy buena región agroganadera, cultivándose principalmente soja, maíz y trigo, y en menor medida la producción de carnes bovinas y leche, que han disminuido notoriamente en estos últimos años.
También se destaca la actividad industrial, con empresas fabricantes de implementos agrícolas y agropartes.

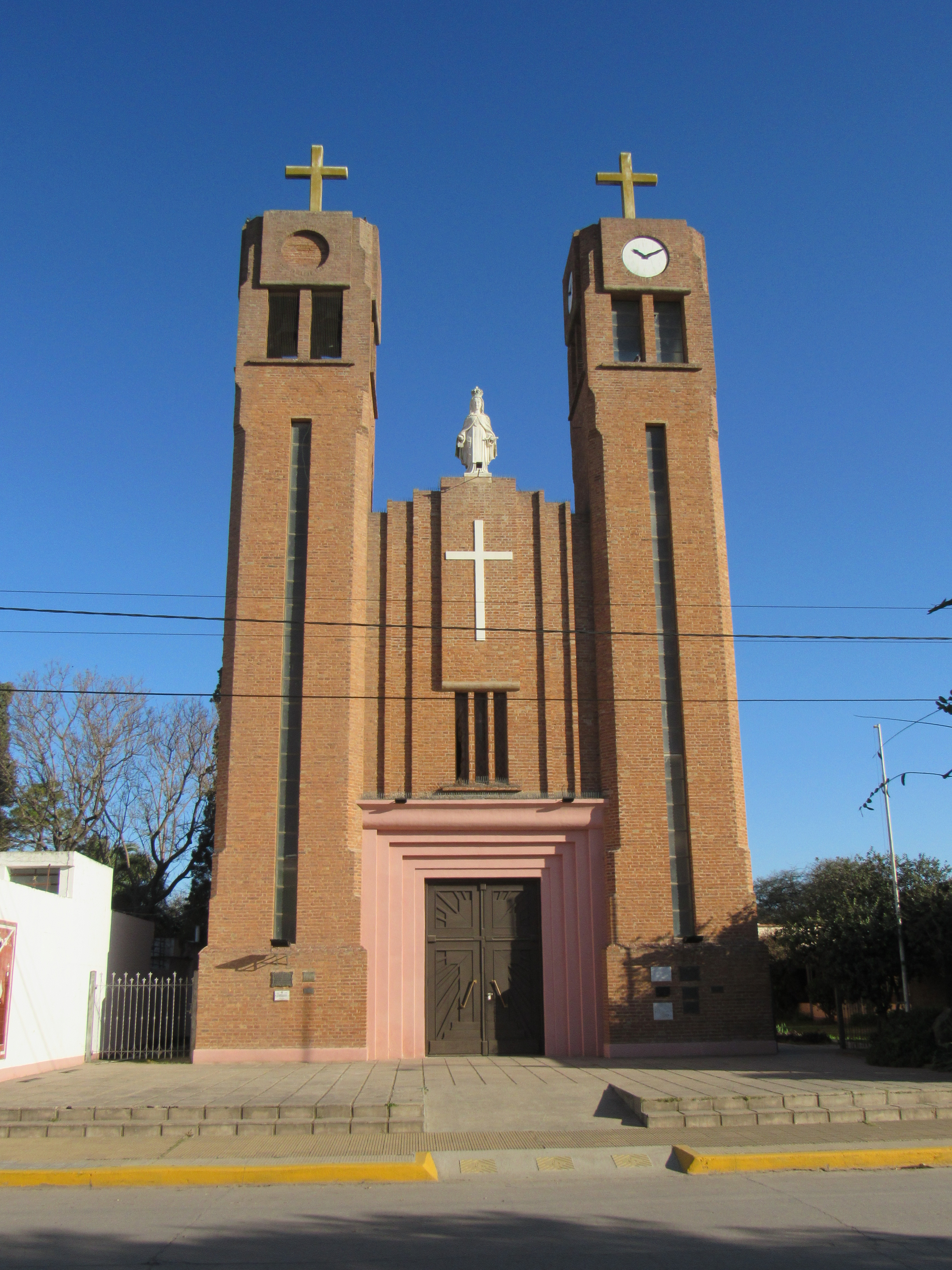
Parroquia Nuestra Señora de la Merced

## Parroquias de la Iglesia católica en La Francia
| Diócesis  | San Francisco               |
| --------- | --------------------------- |
| Parroquia | Nuestra Señora de la Merced |